# Nycteris major
Nycteris major är en fladdermusart som först beskrevs av K. Andersen 1912.  Nycteris major ingår i släktet Nycteris och familjen hålnäsor. IUCN kategoriserar arten globalt som otillräckligt studerad. Inga underarter finns listade i Catalogue of Life.
Arten förekommer i västra och centrala Afrika i Liberia/Elfenbenskusten respektive från Kamerun till Kongo-Kinshasa. Den lever främst i fuktiga skogar i låglandet och den besöker fuktiga savanner. En eller upp till tre individer vilar i trädens håligheter eller i bladverket.
Arten når en absolut längd (med svans) av 10,6 till 13,7 cm, en svanslängd av 5,5 till 6,4 cm och en vikt av 8 till 16 g. Den har 4,5 till 4,9 cm långa underarmar och 1,0 till 1,2 cm långa bakfötter samt 2,7 till 3,1 cm stora öron. Nycteris major har liksom andra hålnäsor köttiga flikar på näsan (bladet) med ett långsträckt hål i mitten. Ovansidans päls kan vara brun, rödbrun eller mörkbrun och på undersidan förekommer ljusare brun päls. Djuret har rosa märken vid munnen och en svartbrun flygmembran. Arten är ganska lik Nycteris arge och några zoologer antar att de är identiska.
Några exemplar hittades vilande i byggnader. Ibland delas sovplatsen med fladdermusen Hipposideros cyclops eller med gnagaren Praomys tullbergi. Denna fladdermus flyger tätt över marken eller ovanför den låga växtligheten. Den jagar troligen ryggradslösa djur men den är tillräckligt stor för att jaga små ryggradsdjur. Honor föder en unge per kull.